# Сменный премьер-министр Израиля
Сменный премьер-министр Израиля (ивр. ראש הממשלה החליפי‎) — государственная должность в Израиле при формировании сменного правительства, фактический заместитель премьер-министра Израиля и второй по рангу министр кабинета министров, который назначается для замены премьер-министра Израиля в правительстве на основе ротации. Возглавяляет Министерство сменного премьер-министра Израиля.

## История
Эта должность была создана де-юре для урегулирования политического кризиса в Израиле в 2018—2022 годах, наряду с формальным механизмом ротации сменяемого правительства. Оно существовало де-факто при сменяемом правительстве 1984—1988 годов, которое было создано на основе необязательного соглашения о ротации. Согласно Основному закону «О правительстве», приведение правительства к присяге включает в себя установленную дату, когда премьер-министр и его заместитель должны сменить свои посты. Министры правительства подотчетны либо премьер-министру, либо заместителю премьер-министра, при этом премьер-министр не может уволить министров кабинета, подотчетных заместителю премьер-министра, без согласия заместителя премьер-министра.
Последним сменным премьер-министром был Нафтали Бенет, который занимал этот пост с 1 июля по 8 ноября 2022 года.

## Список сменных премьер-министров

### Де-факто
| № | Изображение | Имя         | Фракция | Правительство | Начало срока     | Конец срока     | Комментарии |
| - | ----------- | ----------- | ------- | ------------- | ---------------- | --------------- | --- |
| – |             | Ицхак Шамир | Ликуд   | 21            | 13 сентября 1984 | 20 октября 1986 | Шамир был назначен премьер-министром в ротационном правительстве вместе с Шимоном Пересом. Соглашение о ротации не имело обязательной силы, поскольку в то время не существовало юридически закрепленного механизма ротации, а Шамир де-юре занимал должность обычного назначенного исполняющего обязанности премьер-министра.                                       |
| – |             | Шимон Перес | Маарах  | 22            | 20 октября 1986  | 22 декабря 1988 | Шамир стал премьер-министром 20 октября 1986 года, а Перес был его заместителем в соответствии с соглашением о ротации 1984 года. Соглашение о ротации не имело юридической силы, поскольку в то время не существовало юридически закрепленного механизма ротации, а Перес де-юре занимал должность обычного назначенного исполняющего обязанности премьер-министра. |

### Де-юре
| № | Изображение | Имя            | Фракция      | Правительство | Начало срока | Конец срока   | Комментарии |
| - | ----------- | -------------- | ------------ | ------------- | ------------ | ------------- | --- |
| 1 |             | Бени Ганц      | Кахоль-лаван | 35            | 17 мая 2020  | 13 июня 2021  | Ганц был назначен премьер-министром в сменном правительстве вместе с Биньямином Нетаньяху и должен был вступить в должность 17 ноября 2021 года. В декабре 2020 года коалиция распалась, и 13 июня 2021 года на смену ей пришло новое правительство. |
| 2 |             | Яир Лапид      | Еш Атид      | 36            | 13 июня 2021 | 30 июня 2022  | Лапид был назначен премьер-министром в сменном правительстве вместе с Нафтали Бенетом . Согласно закону, смена должна была произойти 27 августа 2023 года, что должно было совпасть с половиной срока полномочий 36-го правительства. Закон также предусматривал, что если действующий премьер-министр распустит Кнессет до даты перехода, то переход произойдет сразу после роспуска. Поскольку Бенет распустил Кнессет 30 июня 2022 года, на следующий день Лапид занял пост премьер-министра. |
| 3 |             | Нафтали Беннет | Ямина        | 36            | 1 июля 2022  | 8 ноября 2022 | Бенет стал сменным премьер-министром после досрочного роспуска Кнессета в июне 2022 года, поменявшись местами с Яиром Лапидом. Он ушёл в отставку 8 ноября 2022 года. |